# Bodafors
Bodafors är en tätort i Nässjö kommun i Jönköpings län. Bodafors ligger vid Södra stambanan på småländska höglandet. 

## Historik
Samhället grundades i och med Södra stambanans dragning genom Sandsjö socken 1864. Stationen som anlades mellan de två tänkta knutstationerna Nässjö och Sävsjö fick namnet Sandsjö, efter socknen. Stationen bytte under tidigt 1900-tal namn till Bodafors efter den intilliggande gården Boda. Järnvägen gjorde att Bodafors, tillsammans med bland annat Stockaryd, blev ett nav i Smålands trähantering då mycket av den avverkade skogen i området fraktades till andra delar av landet via orten. Trävaruindustrin blev en viktig del av Bodafors då företagare tog till vara möjligheten att bearbeta träet på plats för att sedan frakta färdig produktion från orten via järnvägen. Orten spelade en viktig roll i svensk krigsmaterielproduktion under andra världskriget, då delar till flygplanet FFVS J 22 tillverkades här och sedan fraktades till Stockholm där Flygförvaltningens Flygverkstad satte samman planen.
Dåvarande Sandsjö station blev omtalad då det den 23 december 1864, bara några månader efter järnvägens öppnande, inträffade en stor tågolycka på stationsområdet (se Sandsjöolyckan). Olyckan är att räkna som Sveriges första stora järnvägsolycka, med ett stort antal döda och skadade som följd.

### Administrativa tillhörigheter
Bodafors var och är en ort i Norra Sandsjö socken och ingick i Norra Sandsjö landskommun. 1930 bildades Bodafors köping genom en utbrytning ur landskommunen och som främst omfattade ortens bebyggelse. 1971 uppgick köpingen i Nässjö kommun.
Bodafors har hört och hör till Norra Sandsjö församling.
Orten tillhörde fram till 1934 Västra härads tingslag, därefter till 1948 Västra Njudungs tingslag och sedan till 1971 Njudungs tingslag. Från 1971 ingår orten i Eksjö tingsrätts domsaga.

### Befolkningsutveckling
| Befolkningsutvecklingen i Bodafors 1960–2020 | Befolkningsutvecklingen i Bodafors 1960–2020 | Befolkningsutvecklingen i Bodafors 1960–2020 | Befolkningsutvecklingen i Bodafors 1960–2020 | Befolkningsutvecklingen i Bodafors 1960–2020 |
| -------------------------------------------- | -------------------------------------------- | -------------------------------------------- | -------------------------------------------- | -------------------------------------------- |
|                                              |                                              |                                              |                                              |                                              |
| År                                           |                                              |                                              | Folkmängd                                    | Areal (ha)                                   |
| 1960                                         | 1960                                         |                                              | 2 408                                        |                                              |
| 1965                                         | 1965                                         |                                              | 2 465                                        |                                              |
| 1970                                         | 1970                                         |                                              | 2 421                                        |                                              |
| 1975                                         | 1975                                         |                                              | 2 362                                        |                                              |
| 1980                                         | 1980                                         |                                              | 2 414                                        |                                              |
| 1990                                         | 1990                                         |                                              | 2 266                                        | 254                                          |
| 1995                                         | 1995                                         |                                              | 2 127                                        | 255                                          |
| 2000                                         | 2000                                         |                                              | 2 008                                        | 255                                          |
| 2005                                         | 2005                                         |                                              | 1 982                                        | 255                                          |
| 2010                                         | 2010                                         |                                              | 1 886                                        | 254                                          |
| 2015                                         | 2015                                         |                                              | 1 957                                        | 231                                          |
| 2020                                         | 2020                                         |                                              | 2 045                                        | 242                                          |
|                                              |                                              |                                              |                                              |                                              |

## Samhället
I Bodafors finns Bodafors kyrka från 1940, en frikyrkoförsamling och åtta natur- och kulturföreningar. Här finns flera museer, så som Emåns Ekomuseum, och Hembygds- och radiomuseum i Hembygdens Hus.
Under namnet Kulturgatan visar Stiftelsen Lehmanns verkstad sedan 2017 Julius Lehmans bevarade intarsiaverkstad samt en årligen återkommande möbelutställning (TRÄ ART) med samtida svensk och internationell möbelformgivning. 2020 invigdes utställningen Slöjdvägar. Kulturgatan har kopplingar både till Carl Malmsteenskolan och Capellagården.
I Bodafors finns två skolor, Parkskolan (åk 3-9) och Emåskolan (åk F-2). I samhället finns även äldreboende och en vårdcentral.

## Näringsliv
Här finns ett sjuttiotal små och medelstora företag och möbeltillverkning med AB Svenska Möbelfabrikerna i Bodafors, Bord Birger, Morgana och Martela.

## Idrott
Här finns åtta idrottsföreningar. Bodafors SK fotbollslag var under mitten av 1970-talet på lokal nivå en framgångsrik förening och blev uppmärksammad genom att spela 41 tävlingsmatcher utan förlust